# Departamento de la Capital
El departamento de la Capital es un división territorial de la provincia de Salta, en el noroeste de Argentina. 
Se encuentra en el centro de la provincia. Tiene la forma aproximada de una L invertida. Limita con los departamentos de La Caldera, General Güemes, Metán, La Viña, Chicoana, Cerrillos, y Rosario de Lerma. 
Es montañoso al este, con elevaciones entre 1200 y 1300 m s. n. m., y llano al oeste, correspondiendo este último sector al valle de Lerma. 
Se divide administrativamente en dos municipios: Ciudad de Salta (cabecera del departamento y capital de la provincia) y San Lorenzo.

## Población
Según el INDEC en el año 2010 tuvo una población de 536 113 habitantes.
Para el censo 2022 el departamento registró 627.704 habitantes. Esto representó un aumento en la cantidad de personas del 17.1% y un leve incremento de la densidad poblacional respecto del censo anterior que era de 364.5. Estos datos le valieron el 1º puesto en mayor cantidad de pobladores y densidad.